# Franco Piro
Franco Piro (Cosenza, 23 luglio 1948 – Bologna, 20 febbraio 2017) è stato un politico italiano.

## Biografia
Negli anni '70 fu dirigente a Bologna di Potere Operaio. Quando nel 1973 l'organizzazione cessò di esistere, entrò nel Partito Socialista Italiano. Venne eletto alla Camera dei deputati per tre legislature, rispettivamente nella IX, X e XI legislatura, restando in carica dal 1983 al 1994. Fu Presidente della Commissione permanente Finanze dal 1989 al 1991. Deputato disabile in carrozzella, affetto da poliomielite, si batté per i diritti dei disabili e fu promotore della legge 13/89 sull’abbattimento delle barriere architettoniche e della legge 104/92 per l'assistenza e l'integrazione delle persone disabili.
Nel 1994, in seguito alla dissoluzione del Partito Socialista Italiano, insieme ad altri esponenti del partito dà vita alla Federazione dei Socialisti, che nella lista Socialisti per la Libertà ottenne lo 0,46% nella quota proporzionale della Camera e non fu più ripresentata alle successive elezioni europee dello stesso anno.
Aderisce quindi nel 1996 al Partito Socialista e poi nel 2001 al Nuovo PSI, con il quale si candida a sindaco in occasione delle elezioni comunali a Bologna del 2004, ottenendo lo 0,99% dei voti.
In vista delle elezioni politiche del 2006, Piro passa a I Socialisti di Bobo Craxi ed è capolista al Senato nella regione Emilia-Romagna, senza tuttavia essere eletto.
Incaricato di Metodologia della Ricerca Storica nel 1976, è stato professore di Storia Economica presso l'Università di Bologna dal 1982.
Muore improvvisamente nella notte del 20 febbraio 2017, all'età di 68 anni.